# 天地人 (音楽ユニット)
天地人（てんちじん）は、日本のバンド。

## メンバー
- 大間ジロー　秋田県鹿角郡小坂町出身。ドラム、カホン
- 黒澤博幸　岩手県盛岡市出身。津軽三味線

### 元メンバー
- 大沢しのぶ　秋田県大館市出身。和太鼓（大館曲げわっぱ太鼓） ～2013年12月31日。正式メンバーではなくなったが、現在も数多くゲスト参加している。

## 来歴・活動内容
2003年より活動開始。和楽器と洋楽器を駆使し、ジャズとロックと民謡をクロスオーバーさせ、新時代のサウンドを発信するというコンセプトで活動している。東北地方を中心に活動しているが、2006年頃より活動を全国に展開している。

## 音楽作品

### シングル
- 雲漢 (2012年9月16日)　東日本大震災復興応援曲。コンサート会場および公式サイト経由のみ発売。
- 倭姫命 （2013年10月6日、ASIN:B00FIYXRDU、EAN：4571356080023 ）

### アルバム
- Human Being （2008年9月1日、JOPT-35801）
- 遠い空〜未知国の四季 （2009年11月4日、JOPT-35802）

### コラボレーションアルバム
- Inori Rebuilding Lives / -Kyoji Yamamoto & His Friends- （2012年10月24日、東日本大震災復興支援チャリティーアルバム） 「Human-Being」にて山本恭司と共演